# Molí d'en Guineu
El Molí d'en Guineu, Molí de Can Guineu, o Molí del Racó, és un antic molí fariner del municipi de Subirats (Alt Penedès), situat al peu del riu Anoia, a l'altra riba del molí de la Foradada.

## Descripció
Restes de la part baixa d'un antic molí fariner que es troba sota un masia edificada posteriorment. Les seves dimensions són 6,5 m per 8,5 m, coberta amb volta de canó. Actualment encara es pot veure gairebé tot el muntatge de la mola del molí. El molí va funcionar fins a principis del segle xx.
La masia és de gran senzillesa, sense elements decoratius. De planta rectangular, la masia de Can Guineu està feta de blocs de pedra informes. Té planta baixa i pis, i teulada a doble vessant amb xemeneia. El portal presenta un arc escarser.

## Història
La referència documental més reculada en el temps de què disposem d'aquest molí és la compra del mateix, efectuada per Pere Mir i Ros Guineu l'any 1753.
El molí d'en Guineu sembla que a primers del segle XIX era conegut per 'molí Gran' del mas Petit, propietat de Pere Mir, família que ja surt al fogatge de 1553.